# Miastko
Miastkoⓘ (em cassúbio: Miastkò, em alemão: Rummelsburg) é uma cidade localizada no norte da Polônia. Pertence à voivodia da Pomerânia, na parte sudoeste do condado de Bytów, localizada na Pomerânia, no rio Studnica. É a sede da comuna urbano-rural de Miastko.
Estende-se por uma área de 5,7 km², com 9 283 habitantes, segundo o censo de 31 de dezembro de 2024, com uma densidade populacional de 1 634 hab./km².

## Localização
Miastko fica no distrito do lago Bytów, no rio Studnica (um afluente esquerdo do rio Wieprza). O lago Lednik fica nos limites da cidade.
Embora a cidade esteja localizada na voivodia da Pomerânia, historicamente ela pertence à Pomerânia Ocidental. Em 1945–1946, a cidade pertencia administrativamente à voivodia de Gdansk, em 1946–1950 à voivodia de Szczecin, em 1950–1975 à voivodia de Koszalin e em 1975–1998 à voivodia de Słupsk.
Miastko está situada a 220 km a nordeste de Szczecin, 55 km ao sul de Słupsk, 45 km a oeste de Bytów, 130 km a oeste de Gdansk.
Segundo dados de 31 de dezembro de 2023, a cidade tem uma área de 5,7 km².
| Vilarejos próximos |            |            |
| Łodzierz           | Węgorzynko | Węgorzynko |
| Pasieka            | Miastko    | Przęsin    |

| Cidades próximas |           |          |
| Kępice           | Słupsk    | Lębork   |
| Polanów          | Miastko   | Bytów    |
| Bobolice         | Biały Bór | Człuchów |

## Demografia
Conforme os dados do Escritório Central de Estatística da Polônia (GUS) de 31 de dezembro de 2024, Miastko é uma cidade pequena com uma população de 9 283 habitantes (23.º lugar na voivodia da Pomerânia e 409.º na Polônia), tem uma área de 5,7 km² (33.º lugar na voivodia da Pomerânia e 828.º lugar na Polônia) e uma densidade populacional de 1 634 hab./km² (14.º lugar na voivodia da Pomerânia e 104.º lugar na Polônia). Entre 2002–2024, o número de habitantes diminuiu 17,5%.
Os habitantes de Miastko constituem cerca de 12,17% da população do condado de Bytów, constituindo 0,39% da população da voivodia da Pomerânia.
| Descrição                         | Total      | Total   | Mulheres   | Mulheres | Homens     | Homens  |
| --------------------------------- | ---------- | ------- | ---------- | -------- | ---------- | ------- |
| unidade                           | habitantes | %       | habitantes | %        | habitantes | %       |
| população                         | 9 283      | 100     | 4 824      | 52,0     | 4 459      | 48,0    |
| área                              | 5,7 km²    | 5,7 km² | 5,7 km²    | 5,7 km²  | 5,7 km²    | 5,7 km² |
| densidade populacional (hab./km²) | 1 634      | 1 634   | 849,7      | 849,7    | 784,3      | 784,3   |

## História

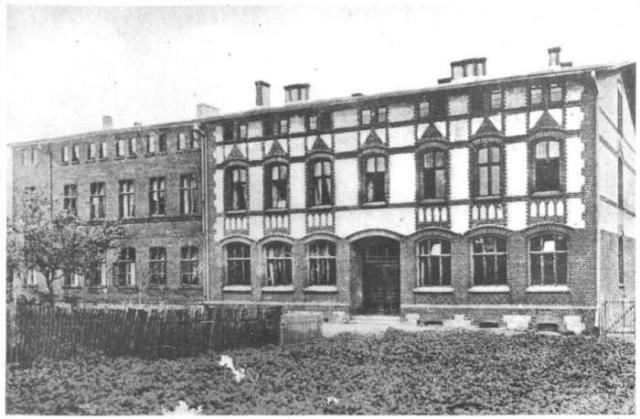
Construção da atual casa de habitação municipal na rua Mickiewicza, 2, antes de 1927

Miastko era um antigo assentamento eslavo localizado na área da histórica terra eslava na fronteira com a Pomerânia de Gdansk, habitada pelo povo cassúbio. No início do século XIV, a área foi tomada pelos Cavaleiros Teutônicos. As primeiras menções à cidade, então descrita como “cidade” e “vilarejo”, vêm de documentos datados de 1335, 1368, 1478, 1496 e 1506. Miastko era então um feudo de propriedade da família alemã von Massow. Em 1616–1617, os habitantes iniciaram uma rebelião contra os Massow. Os tumultos em Miastko duraram até a eclosão da Guerra dos Trinta Anos. Um efeito tangível da rebelião foi o fato de Miastko ter recebido direitos de cidade pela primeira vez em 1617, mas nenhuma muralha ou fortificação foi construída. Durante esse período, emigrantes franceses chegaram e iniciaram a produção de tabaco. Em 1628 (durante a retirada do exército imperial que ficou estacionado na cidade por um ano) e em 1657 (durante a invasão do exército polonês como parte da Guerra Polaco-Sueca), dois incêndios destruíram mais de um terço dos edifícios da cidade, enquanto em 26 de junho de 1719 o terceiro incêndio destruiu a cidade praticamente por completo (restaram apenas dois edifícios sobreviventes). A partir de 1637, Miastko pertenceu à Suécia e, a partir de 1657, ao Estado de Brandemburgo-Prússia, transformado no Reino da Prússia em 1701. Apesar da concessão de direitos municipais, a família von Massow continuou a tratar Miastko como sua propriedade, e outras disputas resultaram até mesmo na intervenção do rei Frederico Guilherme I em 1721. No entanto, a disputa foi finalmente resolvida por uma decisão judicial em Koszalin (1781). Pela primeira vez na história, a sede do condado tornou-se Miastko em 1843.

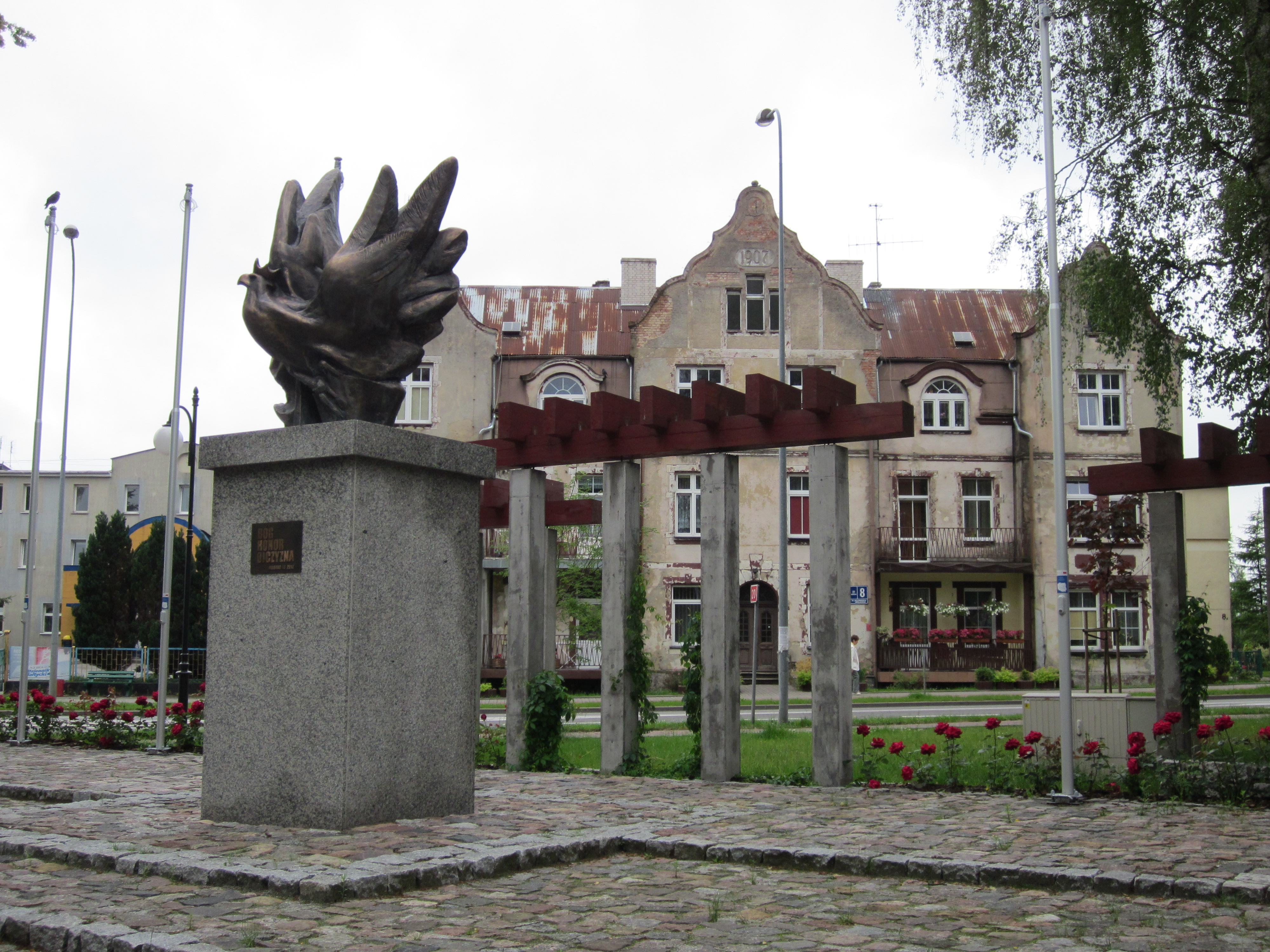
Monumento à Nação Polonesa

A partir de meados do século XVIII, houve um rápido desenvolvimento da indústria em Miastko, principalmente a indústria têxtil (que foi uma continuação das tradições de fabricação de tecidos de Miastko) e madeireira. Em 1840, foi inaugurado o primeiro moinho a vapor da cidade. Em 1878, a primeira linha de trem passou pela cidade e, em 1909, a segunda. Até a eclosão da Segunda Guerra Mundial, havia quatro fábricas têxteis e uma madeireira em Miastko. Em 1908, a cidade deixou de ser propriedade da família von Massow.
Em 26 de agosto de 1939, a lei marcial foi declarada em Miastko. Durante a Segunda Guerra Mundial, a organização clandestina polonesa “Odra” observou as atividades econômicas alemãs em Miastko. Os alemães instalaram três subcampos de trabalho forçado do Terceiro Reich na cidade, campo de prisioneiros de guerra Stalag II B. Em janeiro de 1945, uma marcha da morte de prisioneiros de guerra aliados do campo de prisioneiros de guerra Stalag XX B passou por Miastko. Miastko sobreviveu à guerra sem grandes danos, mas quando foi capturada em 3 de março de 1945 por soldados soviéticos, 70% dos edifícios existentes na cidade foram destruídos por eles. Já em 14 de março de 1945, o condado de Miastko foi criado. A reforma de 1946 colocou Miastko na voivodia de Szczecin, enquanto em 1950 o condado de Miastko foi incluído na voivodia de Koszalin. A reforma administrativa seguinte, em 1975, aboliu a divisão em condados e colocou Miastko na voivodia de Słupsk. Em 1998, foi criado o Comitê Social para a Defesa do Condado de Miastko e houve grandes protestos, apesar de que, após outra reforma em 1999, Miastko continuou sendo apenas uma comuna e passou a pertencer ao condado de Bytów.
Em 2009, a emissão de ducados locais, chamados de rummels, começou em Miastko. Em 2012, um livro foi publicado pelo Centro Cultural Municipal e Comunal intitulado. “Historia i Kultura Ziemi Miasteckiej i okolic”.

### Toponímia

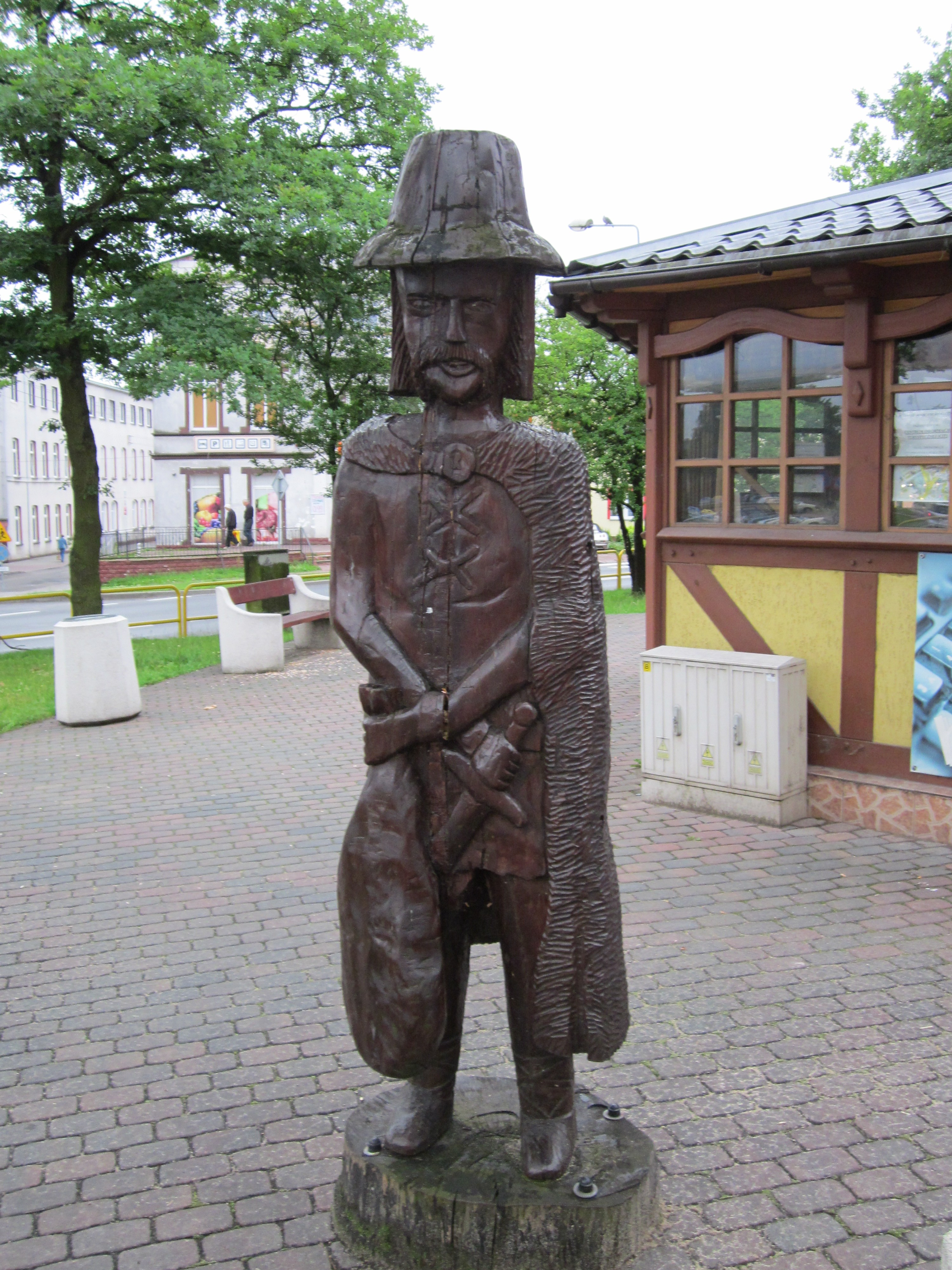
Escultura do ladrão Rummel

Segundo a lenda, o nome alemão de Miastko — Rummelsburg — tem origem no nome de um salteador de estradas da Pomerânia, Rummel, que costumava rondar as proximidades da atual Miastko. A família von Massow ofereceu a Rummel a propriedade de uma área de terra que poderia ser percorrida a cavalo do nascer ao pôr do sol, desde que o salteador parasse com suas atividades. Rummelsburg, ou Miastko, deveria ser fundada na terra dada a Rummel.
O nome polonês da cidade refere-se ao termo Stedken, ou município, usado por Bogusław X em 25 de novembro de 1506. O nome polonês Miastko foi usado por cartógrafos poloneses e fontes enciclopédicas. Portaria dos Ministros: Administração Pública e Territórios Recuperados de 7 de maio de 1946 estabeleceu para a cidade pomerana com o nome anterior (alemão) Rummelsburg, o nome Miastko com “caso II - 'Miastka' e o adjetivo 'miastecki'”.
O brasão de armas passou por frequentes mudanças ao longo dos séculos. No século XVII, a cidade introduziu a águia prussiana em seu selo. No final do século XIX, os novos selos da cidade tinham um escudo com uma corrente transversal e um grifo em ascensão. O conselho municipal de Rummelsburg tinha um selo oval com um grifo ascendente acima do escudo até a eclosão da Segunda Guerra Mundial. O brasão de armas do condado de Rummelsburg foi desenhado pelo professor Otto Hupp, de Munique, e aprovado por decreto do Ministro de Estado da Prússia em 5 de março de 1932. Nessa imagem, em um fundo prateado, um grifo vermelho segura em suas garras uma foice azul embutida em um cabo amarelo.

### Eventos importantes
- 7-9 de abril de 1627 — durante a Guerra polaco–sueca, o exército do coronel Mikołaj Moczarski (3 Chorągiew) permaneceu em Miastko e nos arredores mais próximos.[15]
- 20 de janeiro de 1807 — durante as guerras napoleônicas, unidades militares polonesas com quinhentos soldados sob o comando do general Hipolit Trzebuchowski entraram em Miastko.[16]
- 28 de outubro de 1892 — Otto von Bismarck se reuniu com os habitantes de Miastko e do condado e fez um discurso na praça da cidade.[17]
- 3 de março de 1945 — Miastko foi ocupada pelas tropas do 19.º exército da Segunda Frente Bielorrussa (após a guerra, para comemorar esse fato, um monumento foi erguido na junção das ruas Dworcowa, Grunwaldzka e Kazimierza Wielkiego).[18]
- 29 de outubro de 1947 — o Primaz da Polônia, Cardeal August Hlond, veio a Miastko para uma visita pastoral.[19]
- 30 de maio de 1980 — Miastko recebeu a visita de Edward Gierek e do primeiro-ministro Edward Babiuch, que visitaram a Fábrica de Luvas e Vestuário de Couro de Miastko, bem como Koczała e Świerzenko, perto de Miastko.[20]
- 29 de outubro de 2010 — o presidente da República da Polônia, Bronislaw Komorowski, reuniu-se com autoridades do governo local na sala de concertos da Escola de Música de Miastko.[21]
- 15 de março de 2014 — reunião de moradores de Miastko com Jarosław Kaczyński no centro cultural.[22]
- 16 de dezembro de 2015 — Mariusz Łuczyk, morador de Miastko, foi nomeado vice-voivoda da Pomerânia.
- 13 de abril de 2017 — centésimo aniversário da paróquia da Bem-aventurada Virgem Maria Wspomożenia Wiernych em Miastka, comemorado ao longo do ano.[23]
- 2017 — comemoração dos 400 anos da confirmação dos direitos municipais.[24]
- 11 de março de 2021 — o professor Piotr Hofmański, nascido em Miastko, torna-se presidente do Tribunal Penal Internacional em Haia.
- 3 de abril de 2022 — referendo local para destituir o prefeito de Miastko. Os residentes de Miastko destituíram o prefeito em um referendo com 33,19% de participação.[25]

## Arquitetura

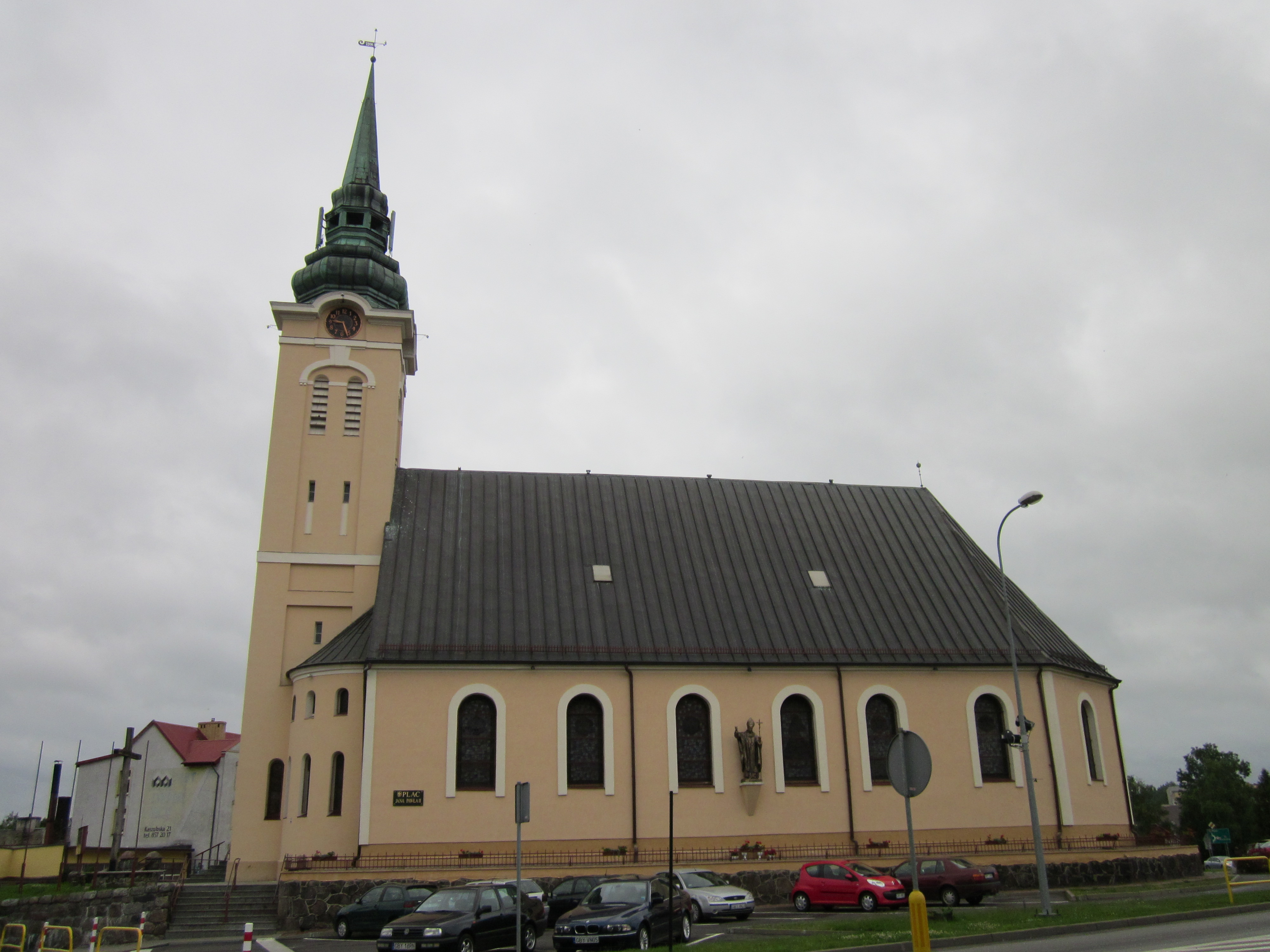
Igreja da Bem-Aventurada Virgem Maria Auxiliadora

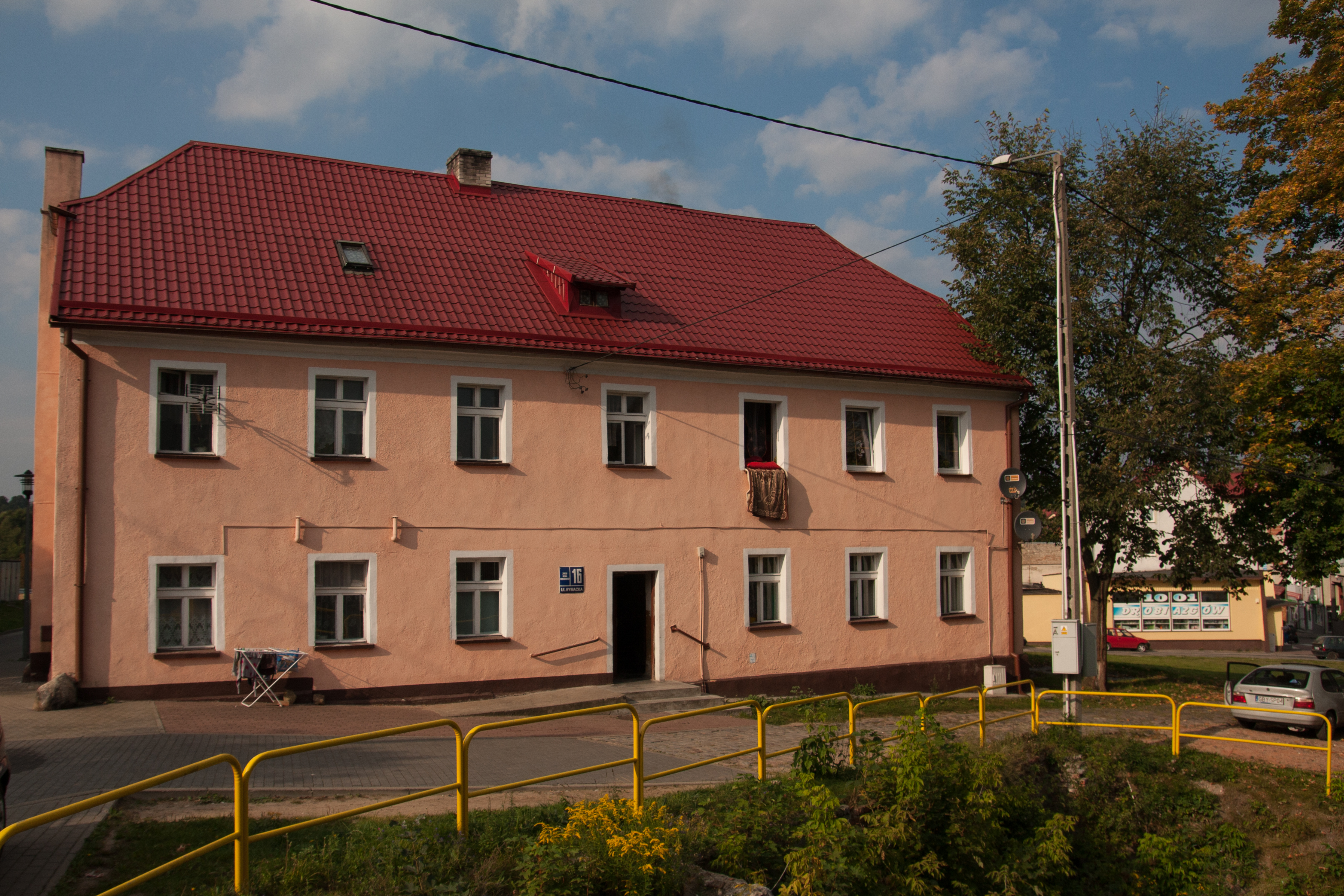
Edifício agrícola – rua Rybacka 16

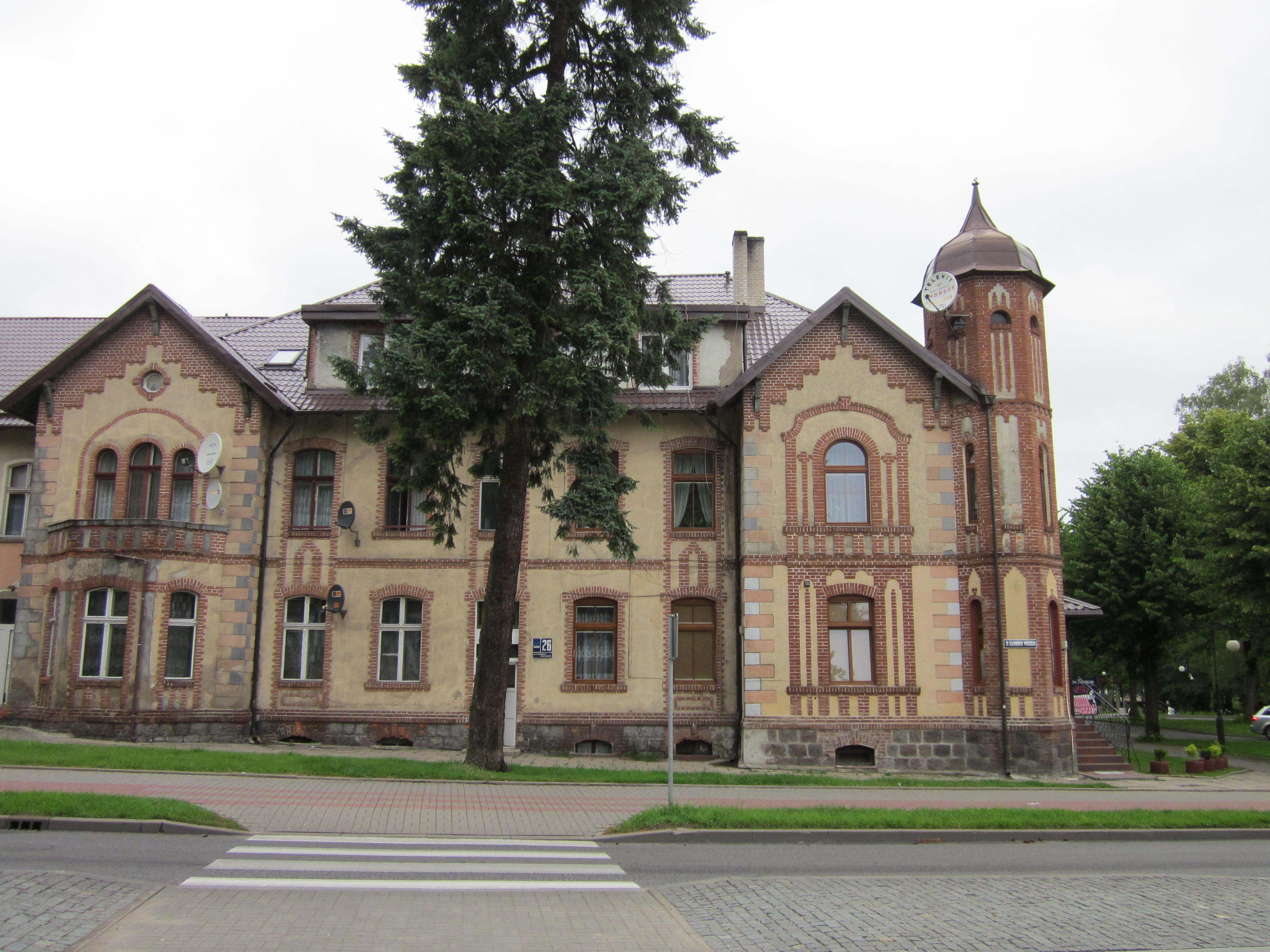
Exemplo de edifícios residenciais antigos em Miastko

Lista de monumentos registrados (protegidos por lei):
- Igreja paroquial da Bem-Aventurada Virgem Maria Auxiliadora - edifício do barroco tardio de 1730
- Edifício agrícola (atual rua Rybacka 12/16)

Lista de edifícios de valor histórico:
- Igreja grego-católica dos Santos Vladimir e Olga, na atual rua Rybacka — uma casa construída em 1905, adaptada na década de 1980 a um templo grego-católico
- Sobrados na atual rua Armii Krajowej (casas geminadas do início do século XX), rua Dworcowa (casas geminadas de 1923 a 1924), rua Kazimierza Wielkiego (Casa Pomorski - antigo hotel, casa n.º 2 do início do século XX, casa em enxaimel n.º 28 do final do século XIX), rua Koszalińska (casas geminadas com elevações Art Nouveau do início do século XX) e rua Słowackiego (casas geminadas do século XIX)
- Tribunal neogótico de tijolos vermelhos construído pouco antes da Primeira Guerra Mundial, ligado à Escola Estatal de Música de Primeiro Grau Fryderyk Chopin (atual rua Armii Krajowej)
- Prédio dos correios do início do século XX (atual rua Armii Krajowej)
- Prédio da sede da polícia distrital — um prédio neogótico de tijolos vermelhos que, na era socialista, abrigava a sede do Conselho Nacional Municipal e da Milícia de Cidadãos e, antes da Segunda Guerra Mundial, abrigava os escritórios de impostos e alfândega
- Prédio da estação ferroviária neogótica de tijolos de 1904 na atual rua Dworcowa
- Estação de água da ferrovia de 1900
- Torre de água no distrito de Zatorze
- Prédio do jardim de infância n.º 1 - um prédio em enxaimel rebocado do século XVIII
- Escola Primária n.º 1 - entre as duas guerras mundiais, esse foi o local das Escolas Primárias e Secundárias Municipais
- O prédio da Escola Secundária Geral — a antiga Escola Real dos Tecelões, onde os tecelões foram educados entre 1814 e 1873; entre 1876 e 1920, abrigou o Centro de Treinamento de Professores; após a Segunda Guerra Mundial, uma escola secundária iniciou suas atividades no prédio; na década de 1970, a escola secundária foi modernizada — sob o Fundo Social para a Construção de Escolas e Internatos, um andar e um ginásio com instalações foram adicionados
- Antigo e imponente prédio do moinho do início do século XX
- Fábrica de tecidos Ludwig Ferdinand Klatt — na atual rua Fabryczna. Fundada em 1856.[26] Os prédios da fábrica abrigaram a Fábrica de Luvas e Roupas de Couro a partir de 1962. Mais tarde, uma fábrica particular de artigos de couro foi instalada no local até 2008.
- Fábrica de tecidos da Meschke foi fundada em 1866 e o prédio estava localizado na esquina da atual rua Bolesława Chrobrego. Após a Segunda Guerra Mundial, os equipamentos da fábrica de Meschke foram levados para a União Soviética como troféu de guerra, e uma fábrica de móveis foi instalada nos prédios. No início do século XXI, os prédios históricos foram demolidos.[26]
- Fábrica de tecidos Neumann — os restos de um complexo de edifícios na atual rua Zielona; a fábrica de tecidos Neumann foi fundada em 1845 (já era a terceira fábrica que Miastko tinha na época); a fábrica foi incendiada no verão de 1945.[26]
- Pedestal de 5 metros de altura do monumento no parque em frente ao escritório da cidade e da comuna — após a Primeira Guerra Mundial, um monumento em homenagem aos soldados mortos, de Emil Cauer, o Jovem, representando um cavaleiro com um manto de monge, foi colocado no pedestal, inaugurado em 1926.[27] Na década de 1960, por decisão do Presidium do Conselho Nacional do Condado, a silhueta do cavaleiro foi removida do pedestal e substituída pela águia branca dos piastas e na base do pedestal — uma placa em homenagem ao Exército Vermelho com a inscrição: Glória aos libertadores da Terra de Miastko. 3 de março de 1945. No início da década de 1990, a placa foi coberta com gesso. Em 2010, como parte da revitalização do parque, o pedestal foi desmontado
- Plinto do monumento atrás da igreja da Bem-Aventurada Virgem Maria Auxiliadora (do lado do presbitério) — até o final da Segunda Guerra Mundial havia uma estátua de Otto von Bismarck no plinto (as evidências do antigo monumento ainda são traços visíveis da inscrição gravada no plinto). Após a guerra, uma estátua de Cristo Rei foi colocada no pedestal.

## Divisão administrativa

### Conjuntos habitacionais
Miastko é dividida em 6 conjuntos habitacionais como unidades auxiliares numeradas em ordem de 1 a 6.
Por convenção, esses assentamentos têm nomes comuns:
- Conjunto habitacional Norte Assentamento n.º 1 – um conjunto habitacional localizado na parte norte da cidade, na estrada nacional n.º 21. Faz fronteira com Węgorzynek ao norte e a leste, com Śródmieście ao sul e com o conjunto habitacional Niepodległości a oeste. É na maioria uma propriedade de casas unifamiliares. Parte desse distrito é o conjunto habitacional Ceglane, sendo de fato uma das ruas da cidade. Nessa parte de Miastko, há o Hospital do Condado, clínicas médicas e o Estádio Municipal com o gramado do Orlik 2012, bem como a floresta Słupsk.

Ruas pertencentes ao conjunto habitacional: Bogusława X, Czereśniowa, Domowa, Fabryczna, Gościnna, Krótka, Łąkowa, Osiedle Ceglane, Owocowa, Przytulna, Rodzinna, Sadowa, Sąsiedzka, Słoneczna, Słupska, Sportowa, Stolarska, Wiśniowa, Ks. Gen. Wituckiego, Gen. Wybickiego.

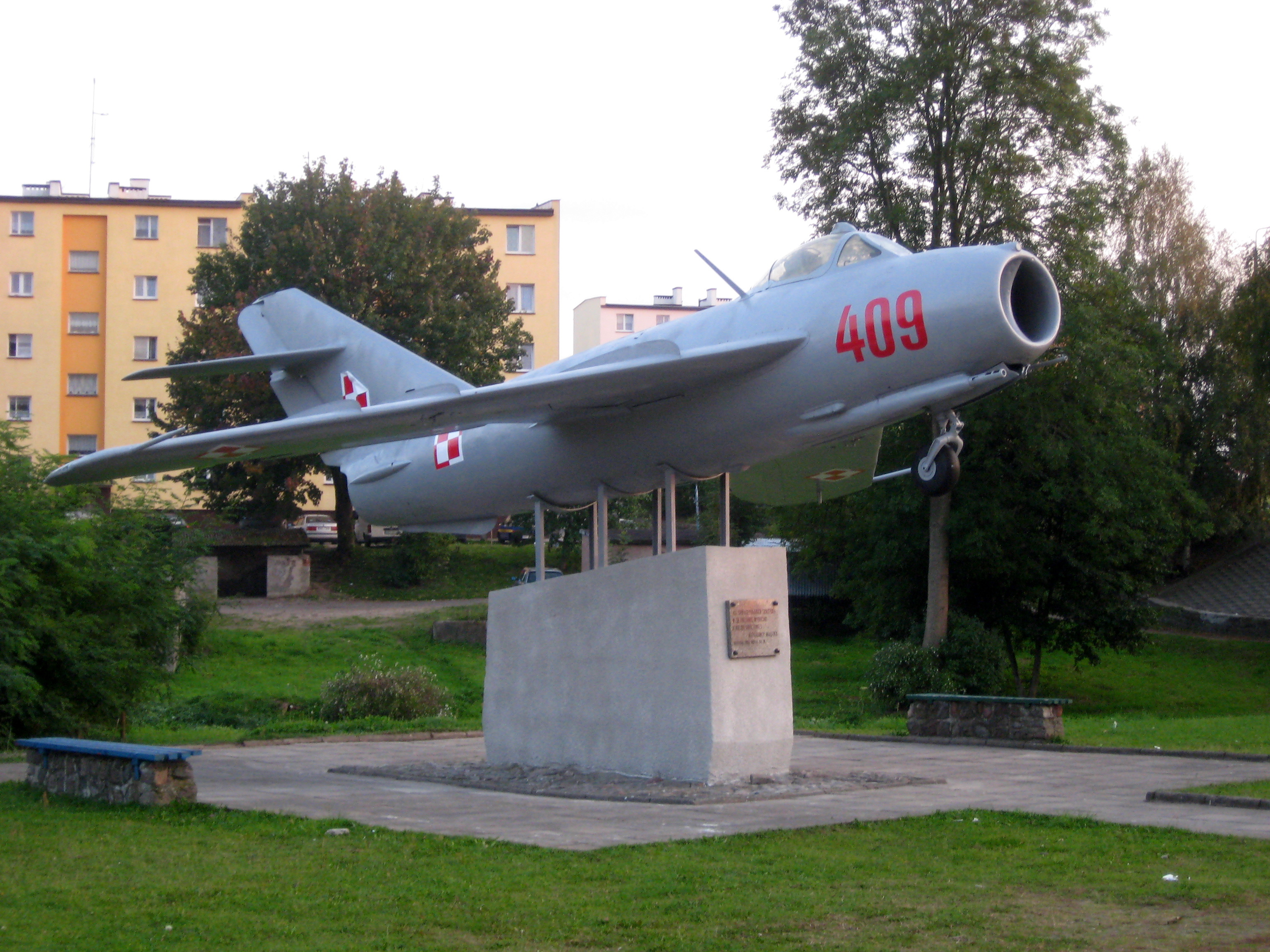
Avião doado à cidade por Mirosław Hermaszewski no conjunto habitacional Gdansk

- Nad Studnicą Assentamento n.º 2 – um conjunto habitacional localizado na parte leste da cidade, na estrada nacional n.º 20 que leva à capital da voivodia — Gdansk. Faz fronteira a leste com Przęsin, ao norte com o conjunto habitacional Norte, a oeste com Śródmieście e ao sul com Pasieka. No território do conjunto habitacional, há uma unidade do Corpo de Bombeiros do Estado, o Centro Municipal de Assistência Social, o Jardim de Infância Municipal n.º 3 e uma filial do Centro Comunitário de Autoajuda de Kościerzyna.

Uma atração é certamente a aeronave MiG-17 na rua Długa, que foi doada à cidade por Mirosław Hermaszewski. No distrito, há o chamado conjunto habitacional Marii Konopnickiej, onde os principais edifícios são blocos de apartamentos da década de 1980.
As ruas pertencentes ao conjunto habitacional são: Długa, Konopnickiej, Konstytucji 3 Maja, Kowalska, Piastowska, Marsz. Piłsudskiego, Szewska.
- Śródmieście Assentamento n.º 3 – a parte mais antiga de Miastko, concentrando muitas instituições de uso público. O centro da cidade faz fronteira com o conjunto habitacional Norte, a oeste com Cidade Nova, ao sul com Pasieka e a leste com conjunto habitacional Gdansk. No centro, há a histórica igreja da Bem-Aventurada Virgem Maria Auxiliadora, localizada na antiga Praça do Mercado (uma estrada nacional agora passa por ela). Além da igreja paroquial, em uma colina (o ponto mais alto da cidade) está a igreja greco-católica dos Santos Vladimir e Olga. O distrito também abriga: Prefeitura, Escritório do condado, Promotoria do condado, Tribunal do condado, Inspetoria Veterinária do condado, Complexo Escolar Geral, Escola de Música, escola primária n.º 1 e Biblioteca Pedagógica. Há também o Centro Cultural Municipal, o Centro Cultural da Juventude, o cinema “Grażyna”, além de muitos restaurantes, bancos, lojas e lugares para os moradores relaxarem, especialmente o Parque Municipal. Há um antigo cemitério e a primeira rotatória com o nome do Dr. Czesław Dąbrowski. O rio Studnica flui pelo centro da cidade. Na periferia da cidade, nos limites do distrito, há um Centro de Esportes e Lazer.

Ruas incluídas no distrito: Armii Krajowej, Chopina, Chrobrego, Grunwaldzka, Kazimierza Wielkiego, Królowej Jadwigi, Mickiewicza, praça Jana Pawła II, Pomorska, Rybacka, Słowackiego, Szkolna, Zielona.
- Conjunto habitacional Niepodległości Assentamento n.º 4 –  um dos conjuntos habitacionais mais jovens da cidade. Suas origens remontam a meados da década de 1980. Ele foi originalmente batizado como o Quadragésimo aniversário da era comunista. Após a queda do comunismo, o nome do conjunto foi alterado, assim como muitos nomes de ruas em toda a cidade. Situado na parte centro-norte da cidade, faz fronteira com a Cidade Nova ao sul, os vilarejos de Węgorzynko e Łodzierz ao norte, Zatorze a oeste e Śródmieście a leste. O conjunto é dominado por blocos de apartamentos de quatro andares. Há também algumas casas unifamiliares na propriedade. Nessa parte da cidade, há a Prefeitura, a estação ferroviária, jardins de loteamento, a Biblioteca Pública e o Complexo de Escolas Gerais e Técnicas — a maior escola de ensino médio da cidade.

O conjunto compreende as seguintes ruas: Dworcowa, Młodzieżowa, Jaśminowa, Jeziorna, Koszalińska, Ogrodowa, Osiedle Niepodległości, Wrzosowa.

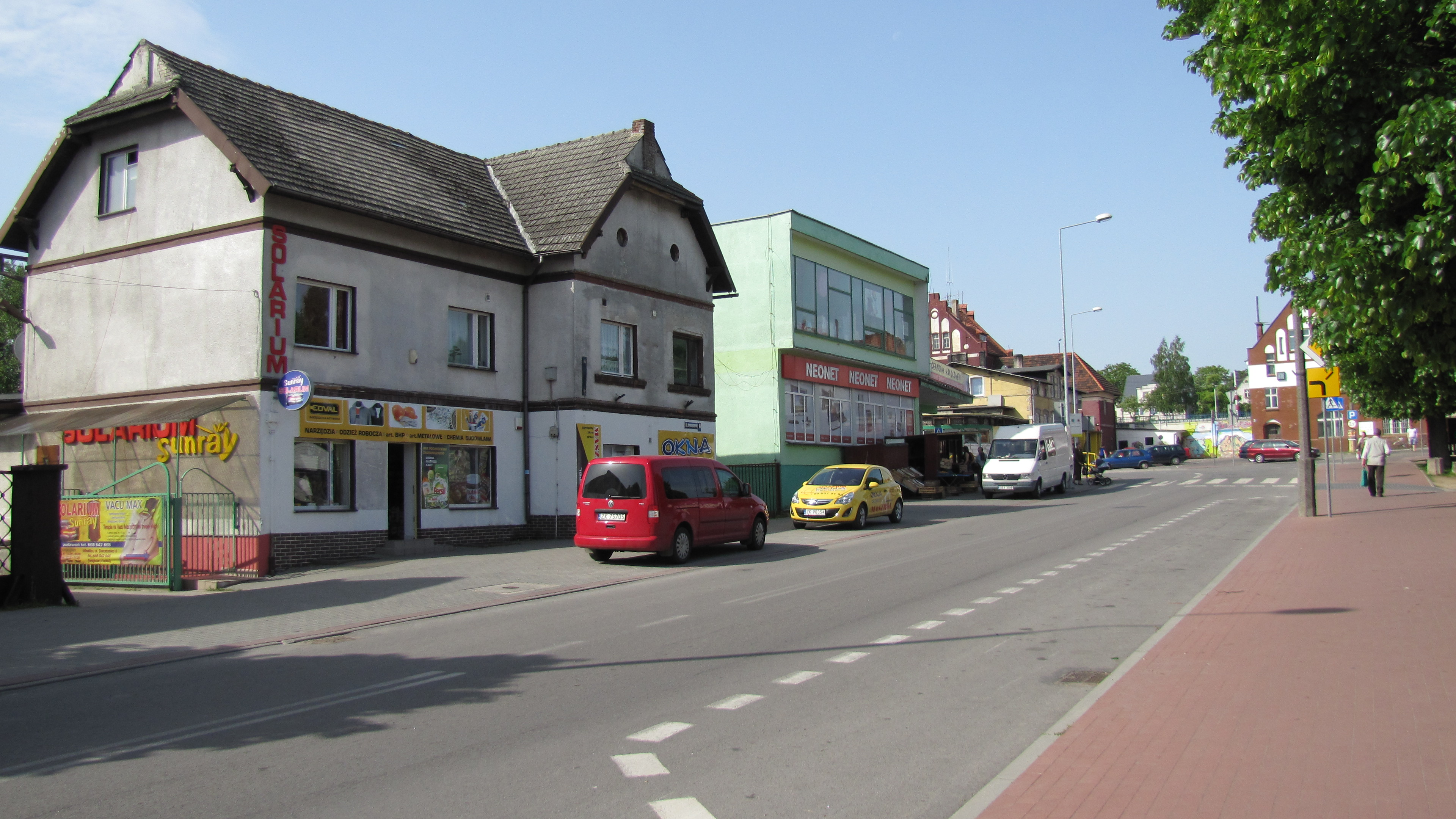
Cidade Nova – rua Dworcowa

- Cidade Nova Assentamento n.º 5 – é uma área residencial de Miastko localizada na parte sul da cidade. Faz fronteira ao norte com conjunto habitacional Niepodległości, a oeste com a linha ferroviária Szczecinek — Słupsk, seu limite sul é também o limite da cidade com Pasieka, e a leste faz fronteira com a parte mais antiga da cidade — Śródmieście. Miastko expandiu-se no final do século XIX e no início do século XX em direção ao oeste devido à estrada em direção à estação ferroviária (atualmente a rua Dworcowa). Essa parte da cidade é caracterizada por artérias urbanas bem planejadas, onde estão localizadas as sedes: Delegacia de Polícia, Escritório do Condado de Emprego, clínica médica e escola primária n.º 2.

A trilha natural Verde Ruczaj também está localizada nessa parte da cidade. Durante a era alemã, foi iniciada a construção de um novo estádio municipal, interrompida pela eclosão da guerra. Atualmente, há uma área de recreação nesse local.
O conjunto inclui as seguintes ruas: Kujawska, Gen. Maczek, Małopolska, Podhalańska, Gen. Sikorski, Śląska, Wielkopolska.

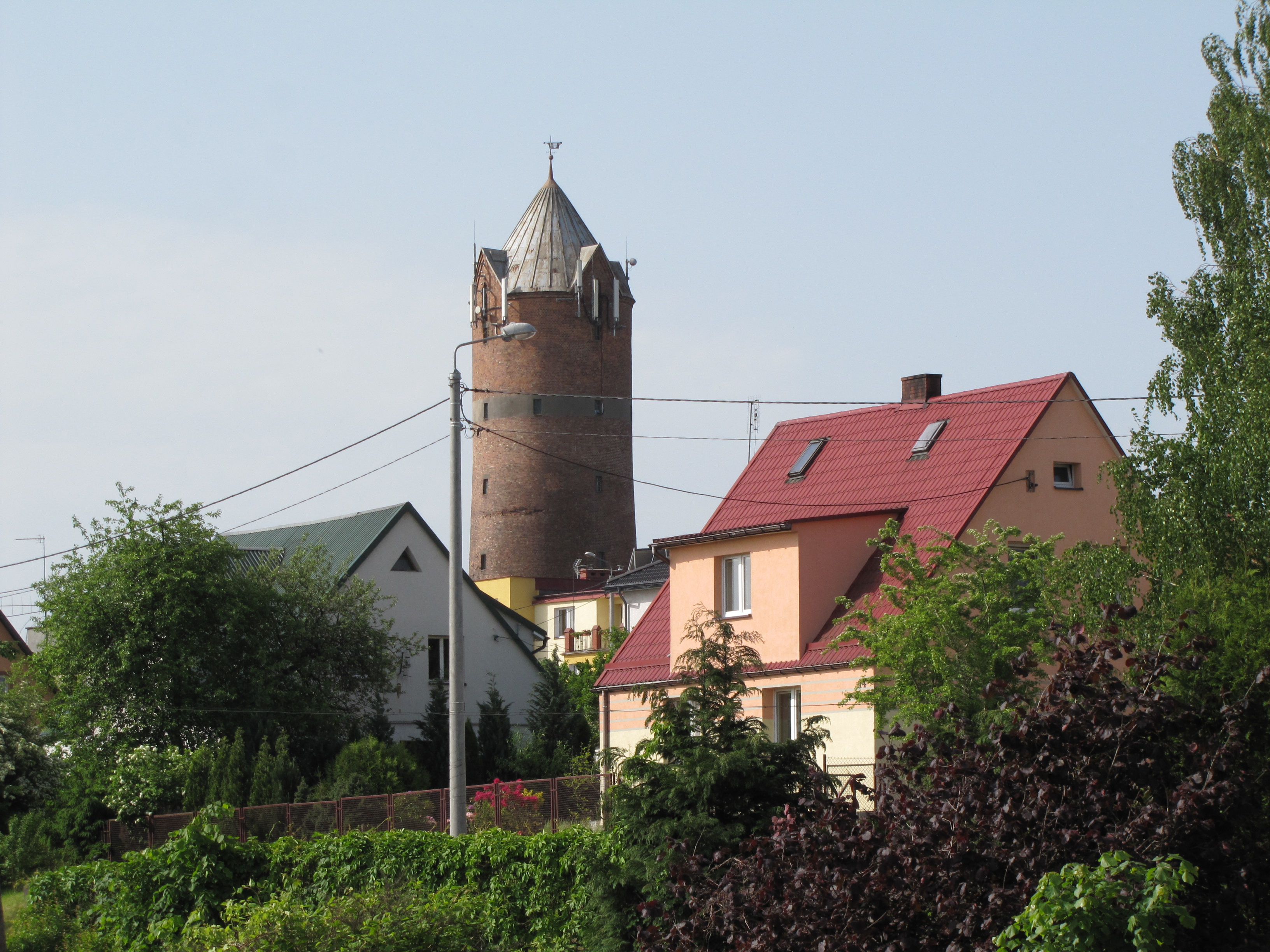
Zatorze – torre de água

- Zatorze Assentamento n.º 6 – um conjunto habitacional localizado na parte oeste da cidade, cuja fronteira natural é a linha ferroviária Szczecinek - Słupsk. Zatorze faz fronteira com o conjunto habitacional Pasieka e a vila de Łodzierz. Muitas indústrias e fábricas de construção estão localizadas no conjunto. A igreja paroquial da Divina Misericórdia está localizada na rua Wieżowa.

Consiste nas seguintes ruas: Gawędy, Górna, Harcerska, Kaszubska, Kolejowa, Kwiatowa, Leśna, Pałucka, Podlaska, Polna, Przyjaciół, Skautów, Wieżowa.
Assentamentos suburbanos
- Pasieka — uma parte de Pasieka diretamente adjacente à cidade, conectada a Miastko por estrada e infraestrutura urbana. No futuro, será uma parte de Miastko, situada dentro de seus limites e chamado conjunto habitacional Wyzwolenia, composta por casas unifamiliares.

Ruas pertencentes ao conjunto: Brzozowa, Cisowa, Jodłowa, Kaszubska, Klonowa, Lipowa, Sosnowa, Świerkowa, Wiązowa.

## Transporte

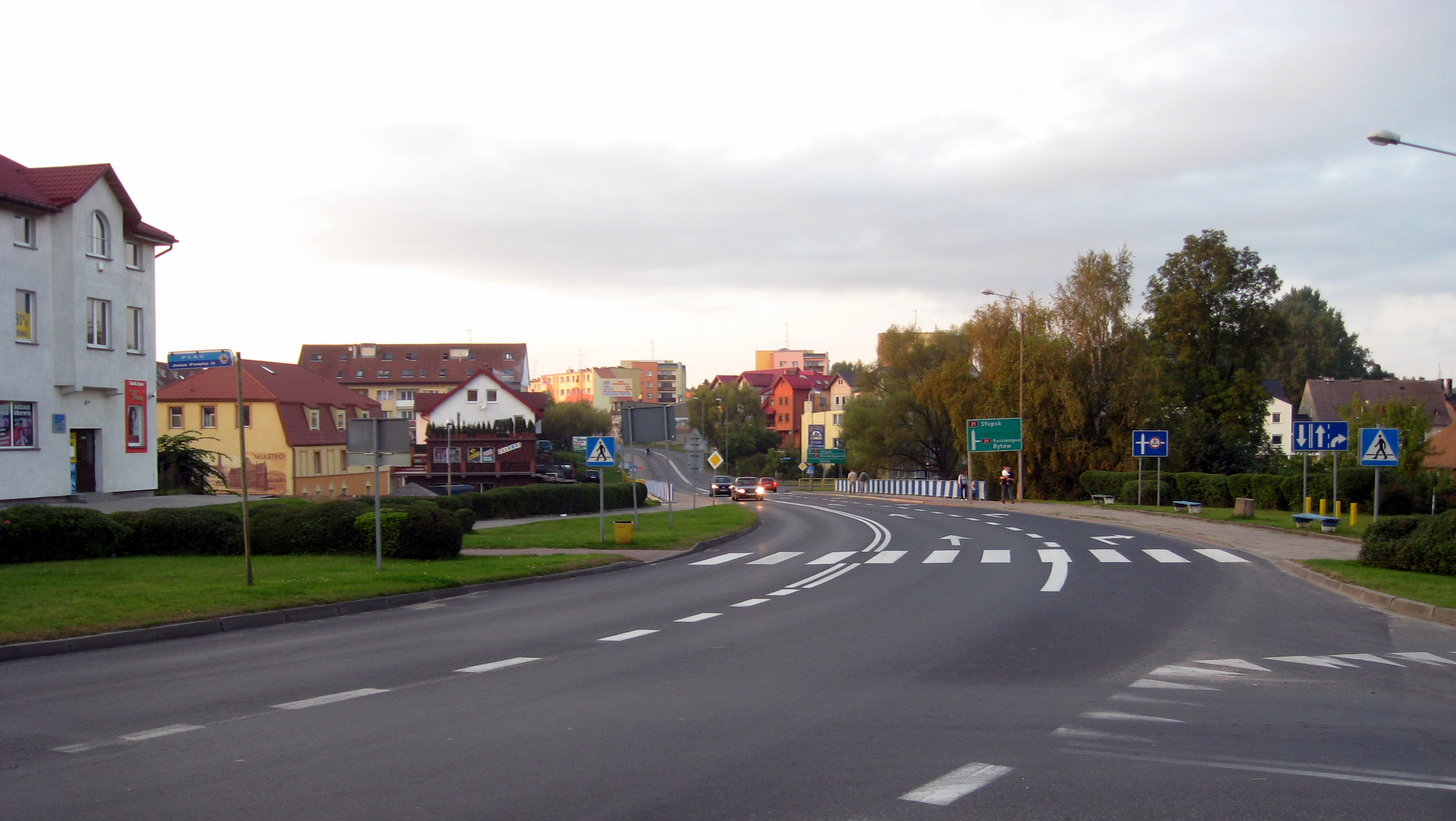
Estrada nacional n.º 21 em direção a Słupsk

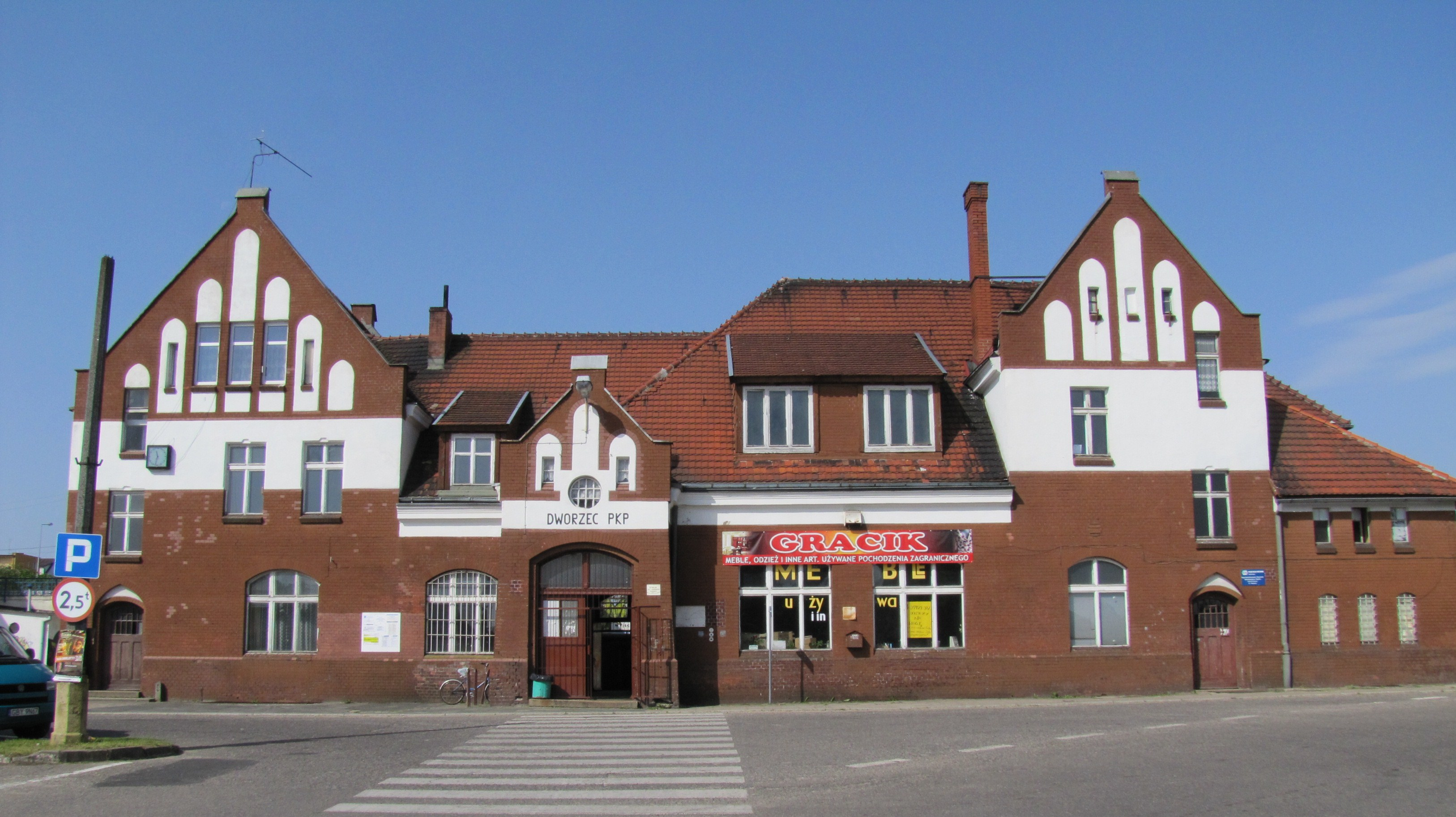
Estação ferroviária em Miastko

Miastko é um importante entroncamento rodoviário, com estradas nacionais e provinciais passando pela cidade:
- Estrada nacional n.º 20: Stargard – Szczecinek – Miastko – Gdynia
- Estrada nacional n.º 21: Miastko – Słupsk – Ustka
- Estrada provincial n.º 206: Koszalin – Polanów – Miastko

Há também uma ferrovia que atravessa a cidade
- Ferrovia n.º 405: Piła – Szczecinek – Miastko – Słupsk – Ustka

Miastko costumava ser um entroncamento ferroviário, mas a linha Bytów - Miastko foi desmantelada e agora apenas uma linha ferroviária passa por Miastko.
Segundo os planos de 1941, uma autoestrada (a chamada berlinka) deveria passar próximo de Miastko — ela deveria passar por Miastko a partir do sudoeste (próximo de Miłocice ainda são visíveis os restos de terraplenagem no cruzamento da rota planejada da autoestrada com o rio Czernica) em direção ao nordeste, onde, próximo de Brzeźno Szlacheckie, deveria cruzar a então fronteira germano-polonesa.

## Instituições

### Educação
- Jardins de infância:
  - Jardim de infância n.° 1, rua Bolesława Chrobrego 1[30]
  - Jardim de infância n.° 3 Przyjaciół Stumilowego Lasu, rua Juliana Tuwima 2[31]

- Escolas primárias:
  - Escola primária nº 1 Mikołaj Kopernik, rua Bolesława Chrobrego 7[32]
  - Escola primária nº 2 Bolesława Chrobrego, rua Kujawska 1[33]
  - Escola primária nº 3 Jan Paweł II, rua Wrzosowa 1[34]

- Escolas de ensino médio:
  - Complexo de escolas secundárias em Łodzierz, rua Łodzierz 11[35]
  - Complexo de escolas secundárias gerais e técnicas Wynalazców Polskich, rua Młodzieżowa 3[36]

- Escola de música:
  - Escola Estatal de Música de Primeiro Grau Fryderyk Chopin, rua Armii Krajowej 30A[37]

- Escolas para adultos administradas pelo Centro Educacional Privado “Marmołowski”:
  - Escola Secundária Geral Pós-Secundária para Adultos, rua Bolesław Chrobrego 7[38]
  - Escola secundária geral complementar pós-secundária para adultos

### Meios de comunicação locais
- “Kurier Miastecki” desde 2011
- “Tygodnik Miastecki” desde 2014
- “Gazeta Miastecka” desde 2017

Instituições de ensino em Miastko
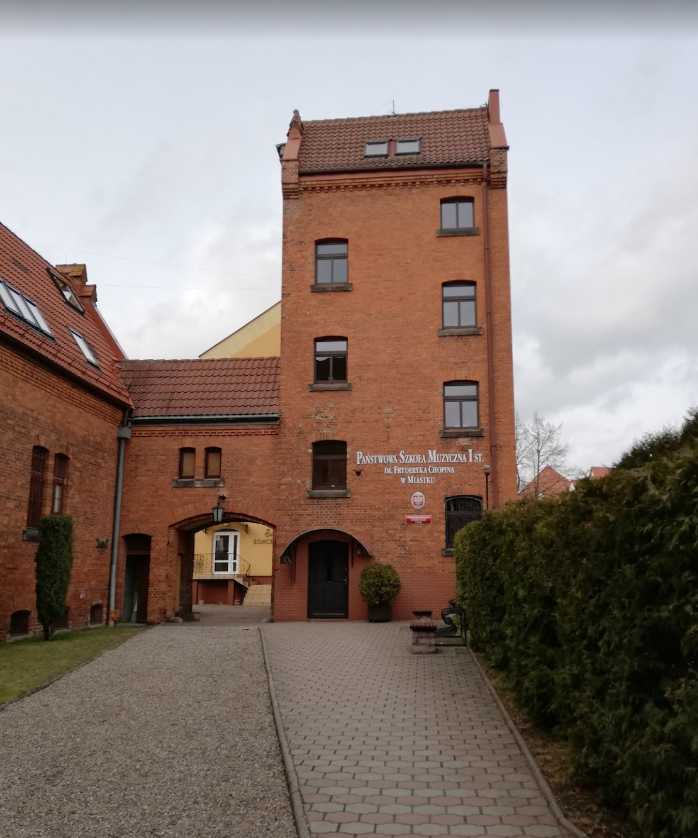
Escola de Música Fryderyk Chopin
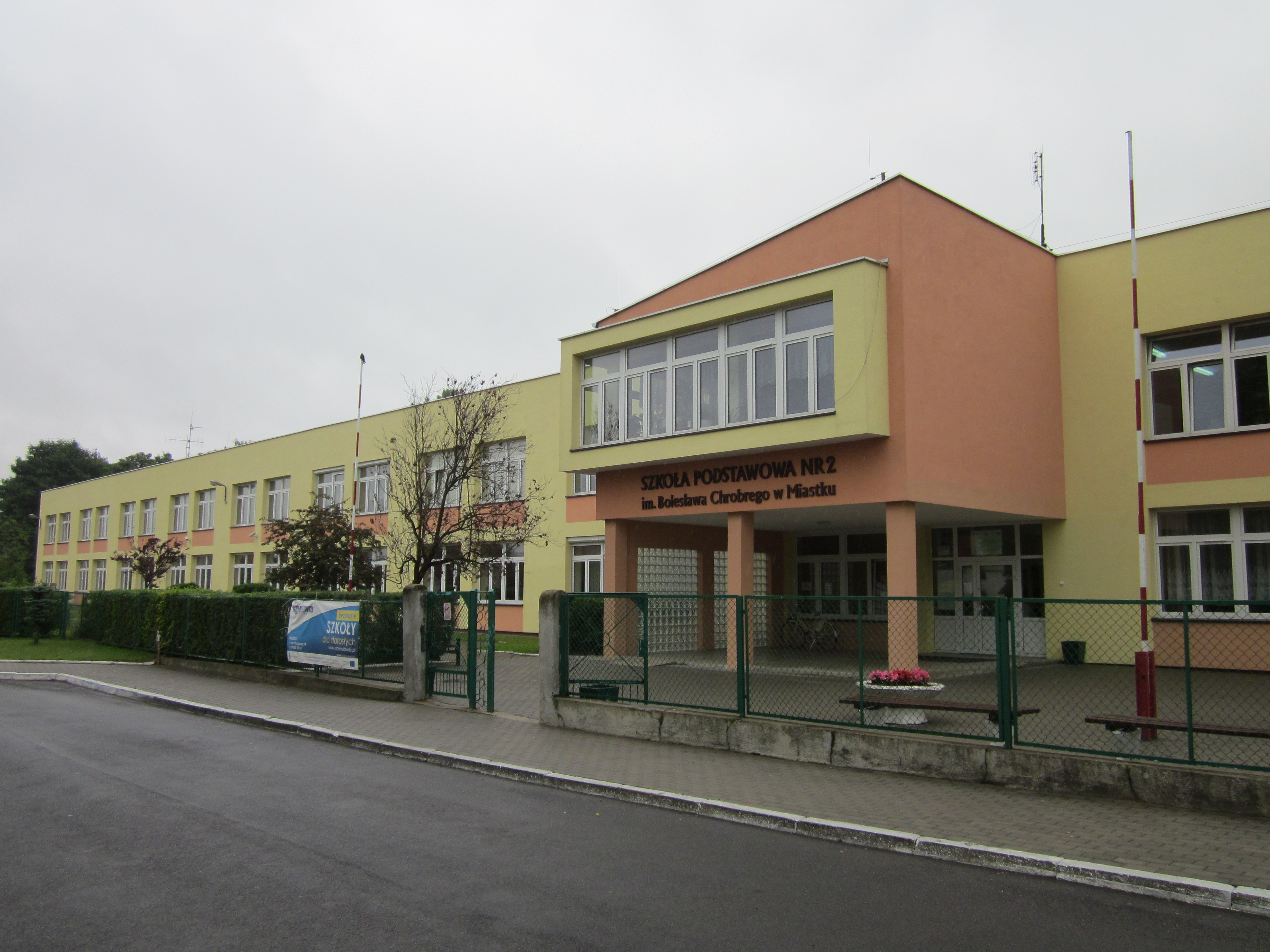
Escola primária n.º 2 Bolesław Chrobry
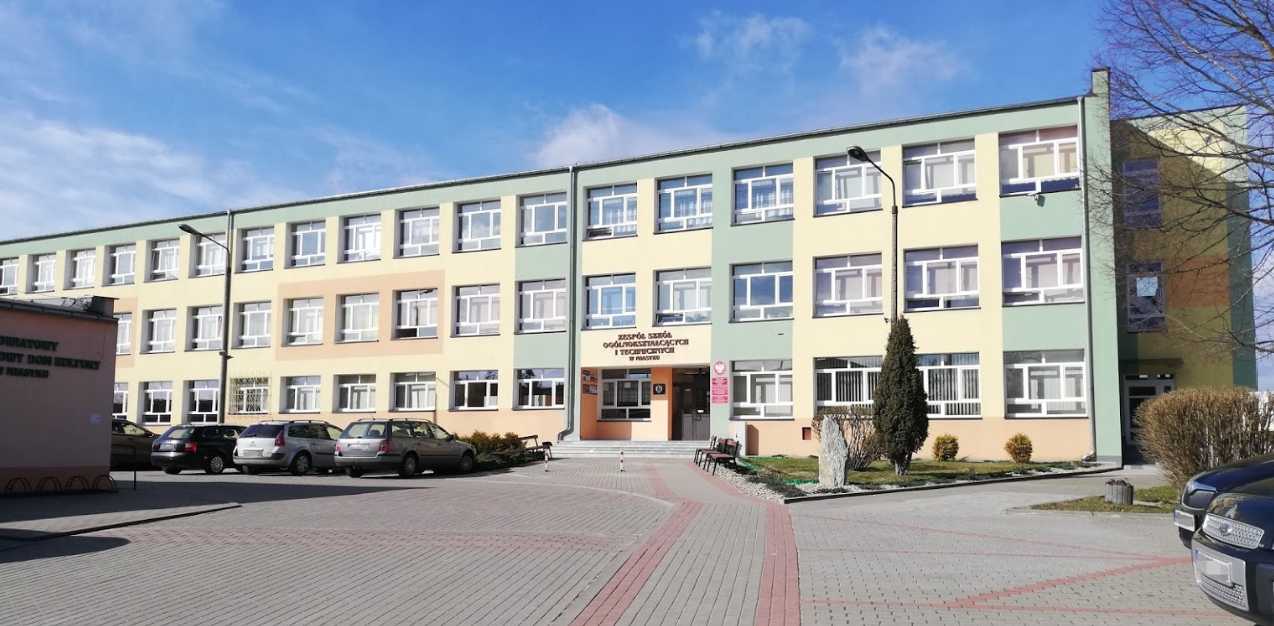
Complexo de escolas secundárias gerais e técnicas
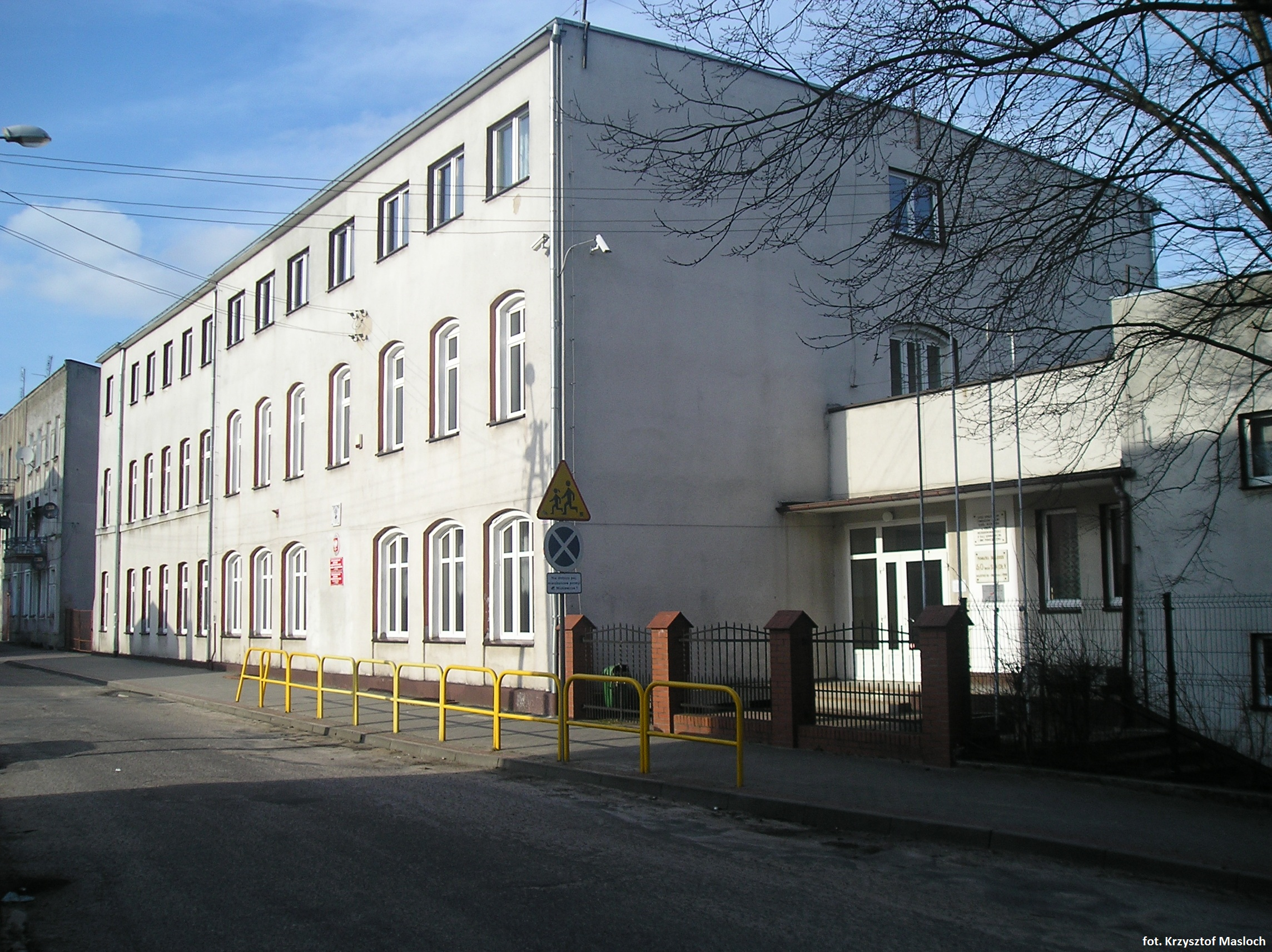
Escola secundária n.º 1 Adam Mickiewicz

## Comunidades religiosas

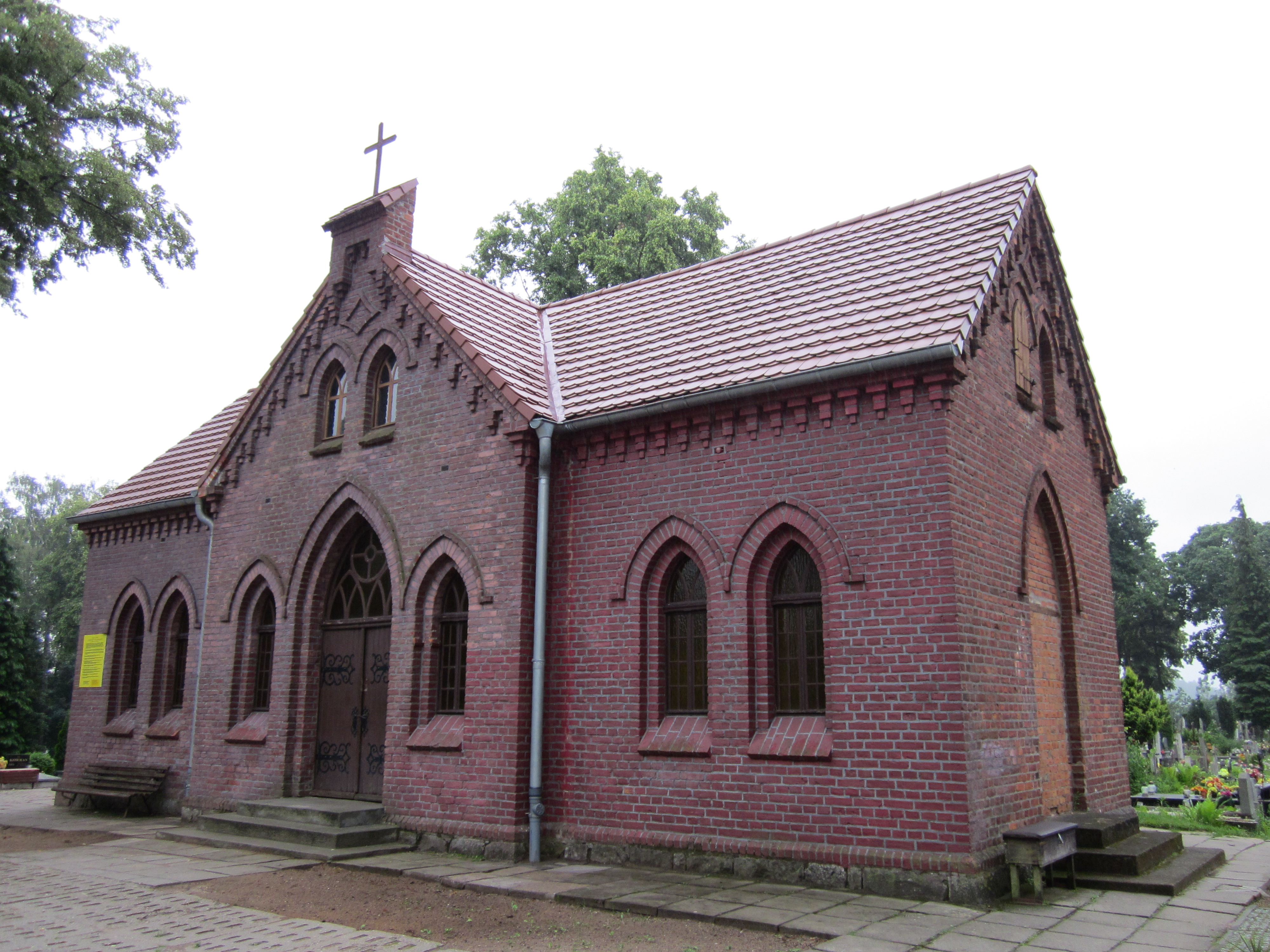
Capela no Cemitério Central

As seguintes igrejas e associações religiosas estão envolvidas em atividades religiosas em Miastko:
- Igreja Católica de Rito Latino (forania de Miastko):
  - Paróquia da Bem-Aventurada Virgem Maria Auxiliadora, rua Bolesław Chrobrego 9[39]
  - Paróquia da Divina Misericórdia, rua Wieżowa 13[40]
- Igreja Greco-Católica na Polônia:
  - Paróquia Greco-Católica dos Santos Vladimir e Olga, rua Rybacka 14[41]
- Igreja Pentecostal na Polônia:
  - Igreja em Miastko[42]
- Testemunhas de Jeová:
  - Igreja de Miastko (Salão do Reino, rua Owocowa 3A)

#### Cemitérios
- Cemitério central na rua Kazimierza Wielkiego (desde 1896)
- Cemitério comunitário em Miastko-Lodzierzy (desde 2000)

## Segurança
A segurança em Miastko é garantida pelas seguintes instituições situadas na cidade:
| Tipo de serviço | Serviço                    | Unidades                                         | Endereço                      |
| --------------- | -------------------------- | ------------------------------------------------ | ----------------------------- |
| Salvamento      | Corpo de Bombeiros Estatal | Unidade de Salvamento e Combate a Incêndio (JRG) | rua Konstytucji 3 Maja 2      |
| Salvamento      | Serviço de emergência      | Estação de ambulâncias                           | rua Sikorskiego 1             |
| Salvamento      | Hospital                   | Hospital Municipal                               | rua gen. Józefa Wybickiego 30 |
| Segurança       | Polícia                    | Delegacia de polícia                             | rua Sikorskiego 3             |
| Segurança       | Guarda Municipal           | Guarda Municipal em Miastko                      | rua Grunwaldzka 1             |

## Afiliação administrativa

### Civil
| Período    |                                                             | Estado                            | Autoridade                                                                        | Unidade administrativa                                     |
| ---------- | ----------------------------------------------------------- | --------------------------------- | --------------------------------------------------------------------------------- | ---------------------------------------------------------- |
| 1335–1368  |                                                             | Ducado da Pomerânia               | Ducado da Pomerânia                                                               | desconhecido                                               |
| 1368–1390  |                                                             | Ducado de Słupsk                  | Ducado de Słupsk                                                                  | desconhecido                                               |
| 1390–1474  |                                                             | Ducado de Słupsk                  | Coroa do Reino da Polônia                                                         | desconhecido                                               |
| 1474–1478  |                                                             | Ducado de Słupsk                  | Ducado da Pomerânia                                                               | desconhecido                                               |
| 1478–1637  |                                                             | Ducado da Pomerânia               | Sacro Império Romano-Germânico                                                    | desconhecido                                               |
| 1637–1657  | Suécia                                                      | Reino da Suécia                   | Reino da Suécia                                                                   | Pomerânia sueca                                            |
| 1657–1701  |                                                             | Brandemburgo-Prússia              | Sacro Império Romano-Germânico                                                    | província da Pomerânia, distrito de Słupsk-Sławno          |
| 1701–1724  |                                                             | Reino da Prússia                  | Sacro Império Romano-Germânico                                                    | província da Pomerânia, distrito de Słupsk-Sławno          |
| 1724–1806  | província da Pomerânia, condado de Rummelsburg na Pomerânia | Reino da Prússia                  | Sacro Império Romano-Germânico                                                    |                                                            |
| 1806–1815  | província da Pomerânia, condado de Rummelsburg na Pomerânia |                                   | Reino da Prússia                                                                  | Reino da Prússia                                           |
| 1815–1866  | Reino da Prússia                                            | Confederação Germânica            | província da Pomerânia, regência de Koszalin, condado de Rummelsburg na Pomerânia |                                                            |
| 1866–1871  | Reino da Prússia                                            | Confederação da Alemanha do Norte | província da Pomerânia, regência de Koszalin, condado de Rummelsburg na Pomerânia |                                                            |
| 1871–1918  |                                                             | Império Alemão                    | Império Alemão                                                                    |                                                            |
| 1918–1933  | Alemanha                                                    | Império Alemão                    | Império Alemão                                                                    |                                                            |
| 1933–1945  |                                                             | Alemanha Nazista                  | Alemanha Nazista                                                                  |                                                            |
| 1945–1946  | Polónia                                                     | Polônia                           | Polônia                                                                           | Voivodia de Gdańsk, condado de Miastko                     |
| 1946–1950  | Polónia                                                     | Polônia                           | Polônia                                                                           | Voivodia de Estetino, condado de Miastko                   |
| 1950–1952  | Polónia                                                     | Polônia                           | Polônia                                                                           | Voivodia de Koszalin, condado de Miastko                   |
| 1952–1975  | Polónia                                                     | Polônia                           | Polônia                                                                           | Voivodia de Koszalin, condado de Miastko                   |
| 1975–1989  | Polónia                                                     | Polônia                           | Polônia                                                                           | Voivodia de Słupsk, zona de Miastko                        |
| 1989–1998  | Polónia                                                     | Polônia                           | Polônia                                                                           | Voivodia de Słupsk, zona de Miastko                        |
| desde 1999 | Polónia                                                     | Polônia                           | Polônia                                                                           | Voivodia da Pomerânia, condado de Bytów, comuna de Miastko |

### Igreja
| Período    | Unidade administrativa                                                                          | Unidade administrativa                                                                          |
| ---------- | ----------------------------------------------------------------------------------------------- | ----------------------------------------------------------------------------------------------- |
| 1335–1534  | Bispado de Kamień Pomorski                                                                      | Bispado de Kamień Pomorski                                                                      |
| 1390–1474  | Bispado de Kamień Pomorski                                                                      | Bispado de Kamień Pomorski                                                                      |
| 1474–1534  | Bispado de Kamień Pomorski                                                                      | Bispado de Kamień Pomorski                                                                      |
| 1534–1637  | Igreja Evangélica da Pomerânia, paróquia de Miastko                                             | Igreja Evangélica da Pomerânia, paróquia de Miastko                                             |
| 1637–1657  | Igreja Evangélica da Pomerânia, paróquia de Miastko                                             | Igreja Evangélica da Pomerânia, paróquia de Miastko                                             |
| 1657–1821  | Igreja Evangélica da Pomerânia, paróquia de Miastko                                             | Igreja Evangélica da Pomerânia, paróquia de Miastko                                             |
| 1821–1871  | Igreja Evangélica da Pomerânia                                                                  | Diocese da Breslávia, arquipresbitério de Koszalin                                              |
| 1871–1930  | Igreja Evangélica da Pomerânia                                                                  | Diocese da Breslávia, arquipresbitério de Koszalin                                              |
| 1930–1933  | Igreja Evangélica da Pomerânia                                                                  | Diocese de Berlim, Arcebispado de Koszalin                                                      |
| 1945–1946  | Dependente da Administração Apostólica da Santa Sé em Gorzów Wielkopolski, decanato de Koszalin | Dependente da Administração Apostólica da Santa Sé em Gorzów Wielkopolski, decanato de Koszalin |
| 1946–1949  | Dependente da Administração Apostólica da Santa Sé em Gorzów Wielkopolski, decanato de Lębork   | Dependente da Administração Apostólica da Santa Sé em Gorzów Wielkopolski, decanato de Lębork   |
| 1949–1972  | Dependente da Administração Apostólica da Santa Sé em Gorzów Wielkopolski, decanato de Bytów    | Dependente da Administração Apostólica da Santa Sé em Gorzów Wielkopolski, decanato de Bytów    |
| 1972–1973  | Metrópole de Gniezno, Diocese de Koszalin-Kołobrzeg, decanato de Bytów                          | Metrópole de Gniezno, Diocese de Koszalin-Kołobrzeg, decanato de Bytów                          |
| 1973–1992  | Metrópole de Gniezno, Diocese de Koszalin-Kołobrzeg, decanato de Miastko                        | Metrópole de Gniezno, Diocese de Koszalin-Kołobrzeg, decanato de Miastko                        |
| desde 1992 | Metrópole Szczecin-Kamień, Diocese de Koszalin-Kołobrzeg, decanato de Miastko                   | Metrópole Szczecin-Kamień, Diocese de Koszalin-Kołobrzeg, decanato de Miastko                   |

## Esporte

### Centro Esportivo e Recreativo de Miastko
- O Centro Esportivo e Recreativo de Miastko[46] é uma unidade organizacional do município de Miastko. Sua tarefa é promover o esporte entre os residentes de Miastko, organizando eventos e competições esportivas.

### Clubes e associações
Há muitos clubes esportivos em Miastko. Aqui estão alguns deles divididos em modalidades:
[nome completo, nome abreviado, ano de fundação]

#### Futebol
- Clube Esportivo “Start” Miastko, 1952[47]

#### Voleibol
- Clube Esportivo Estudantil “MORENA” Miastko, UKS Morena Miastko[48]

#### Artes marciais
- Clube Esportivo de Luta Livre Miastko, ZKS Miastko, 1982[49]
- Clube de Caratê Miastecki Kyokushin Hizo Hakai, MKKK Hizo Hakai[50]
- Associação Miasteczko de Artes Marciais e Esportes do Extremo Oriente “Ibuki Dojo”[51]

#### Badmínton
- Clube de Badmínton “Lednik”,[52] MKB Lednik, 1967

#### Tênis de mesa
- Clube Esportivo Estudantil “Junior” Miastko, UKS Junior[53]

#### Corrida, ciclismo e caminhada nórdica
- Equipe de Suporte Esportivo “Hamer” Miastko[54]

#### Motociclismo
- Associação Municipal de Motocicletas “GRYF”[55]

## Outras informações
- A cidade abrigava o Zakład Rybacki Miastko, que fazia parte da Fazenda agrícola estatal Słupsk.[56]
- Miastko é a única cidade da Pomerânia Central que perdeu seu status de cidade de condado na última reforma administrativa. Apesar disso, a cidade é a sede da Inspetoria Veterinária do Condado, do Centro Cultural da Juventude do Condado, tem um hospital independente (transferido do condado em 2014) e uma filial do Escritório do Condado e do Escritório do Trabalho.
- A cidade tem duas câmaras de museus: a Câmara Memorial do pároco de Miastko, General Bernard Witucki (desde 1995) e a Exposição de Museus no Centro Cultural Ucraniano (desde 2007).
- Miastko é a única cidade da Polônia onde os hinos de antes da Reforma de Martinho Lutero, conhecidos como Miasteckie Quempas (Rummelsburger Quempas), são cultivados no Advento.
- Em Miastko, há um clube de futebol, o “Start” Miastko, que atualmente joga na 4.ª divisão da Pomerânia.
- Há também a Orquestra Miastecka “Sound in the City” (desde 2018). Os músicos são, em sua maioria, graduados da Escola Estatal de Música Fryderyk Chopin em Miastko. A orquestra é um projeto da Associação MiastkoRazem. A orquestra participa de várias cerimônias, mas também dá seus próprios concertos.